# Urnula
Urnula (urna) – rodzaj grzybów należący do rodziny Sarcosomataceae.

## Systematyka i nazewnictwo
Pozycja w klasyfikacji według Index Fungorum: Sarcosomataceae, Pezizales, Pezizomycetidae, Pezizomycetes, Pezizomycotina, Ascomycota, Fungi.

## Gatunki
- Urnula brachysperma Brunelli 1998[2]
- Urnula craterium (Schwein.) Fr. 1851 – urna kraterowata
- Urnula groenlandica Dissing 198
- Urnula hiemalis Nannf. 1949 – urna zimowa
- Urnula mediterranea (M. Carbone, Agnello & Baglivo) M. Carbone, Agnello & P. Alvarado 2013
- Urnula mexicana (Ellis & Holw.) M. Carbone, Agnello, A.D. Parker & P. Alvarado 2012
- Urnula microcrater (Hazsl.) Sacc. 1889[2]
- Urnula padeniana M. Carbone, Agnello, A.D. Parker & P. Alvarado 2012
- Urnula philippinarum Rehm 1914
- Urnula torrendii Boud. 1911
- Urnula versiformis Y.Z. Wang & C.L. Huang 2014
- Urnula viridirubescens (Bagnis) Boud. 1907

Wykaz gatunków i nazwy naukowe na podstawie Index Fungorum. Nazwy polskie na podstawie rekomendacji Komisji ds. Polskiego Nazewnictwa Grzybów.